# ماهی‌های قورباغه‌ای بادکنکی
ماهی‌های قورباغه‌ای بادکنکی (نام علمی: Cyclichthys) نام یک سرده از تیره خارپشت‌ماهیان است.